# Jennifer Meier
Jennifer Meier, född i Worms 13 april 1981, är en tysk fotbollsspelare som spelar forward i Djurgårdens IF.

## Klubbar
- Djurgårdens IF
- QBIK
- Washington Freedom
- 1.FFC Frankfurt
- FSV Frankfurt
- VFR Bürstadt  (moderklubb)

## Landskamper
- 7   A
- 17  U21
- 16  U18
- 8   U16

## Titlar
- Supercup Champion 1996 med FSV Frankfurt
- F18 European-Champion 2000
- 4 gånger German Champion (Deutscher Meister) (1998, FSV Frankfurt. 2001,2002,2003 1.FFC Frankfurt)
- 4 gånger German Cup Winner (Deutscher Pokalsieger) (2000,2001,2002,2003 1.FFC Frankfurt)
- Uefa-Cup Winner 2002 (1.FFC Frankfurt)
- US-Champion 2003 (Washington Freedom)